# Saison 2014-2015 de l'Athletic Club
Maillots
Chronologie
Saison suivante
La saison 2014-2015 de l'Athletic Club est la 116e du club.